# Neosparassus magareyi
Espèce
Neosparassus magareyi est une espèce d'araignées aranéomorphes de la famille des sparassidae.

## Distribution
Cette espèce se rencontre au Rabaul en Papouasie-Nouvelle-Guinée, en Australie-Occidentale et au Territoire du Nord en Australie. Elle est également présente en Brisbane.

## Habitat
Cette espèce colonise les forêts tropicales.